# Jędrzychowice (Wiązów)
Jędrzychowice (deutsch Höckricht) ist ein Ort in der Stadt- und Landgemeinde Wiązów im Powiat Strzeliński der Woiwodschaft Niederschlesien in Polen.

## Geographie
Das Straßendorf Jędrzychowice liegt fünf Kilometer nordwestlich von Wiązów (Wansen), etwa 14 nordöstlich von Strzelin (Strehlen) und  37 Kilometer südöstlich von Breslau in der Nizina Śląska (Schlesische Tiefebene).
Östlich des Dorfes verläuft die Autostrada A4. Nördlich des Dorfes befand sich bis in die 1970er Jahre die Bahnstrecke der Ohlauer Kleinbahn.

### Nachbarorte
Nachbarorte von Jędrzychowice sind im Südwesten Ośno (Krausenau), im Norden Goszczyna (Gusten) und im Osten Kurów (Kurau).

## Geschichte
Der Ort wurde 1232 erstmals als Andrecoviz  erwähnt. Eine weitere Erwähnung erfolgte 1310 als Andreowiczi. Um 1317 wurde der Ort nach deutschem Recht ausgesetzt und 1358 als Hokerechtin erwähnt.
Nach dem Ersten Schlesischen Krieg 1742 fiel Höckricht zusammen mit dem größten Teil Schlesiens an Preußen. 1783 zählte der Ort ein Schloss, ein Vorwerk, drei Bauern und 24 andere Häuser sowie 227 Einwohner.
Nach der Neugliederung Preußens gehörte die Landgemeinde Höckricht ab 1815 zur Provinz Schlesien und war ab 1816 dem Landkreis Ohlau eingegliedert. 1874 wurde der Amtsbezirk Kauern gegründet, welcher die Landgemeinden Bischwitz b. Wansen, Gaulau, Höckricht, Kauern, Krausenau und Weigwitz und die Gutsbezirke Bischwitz b. Wansen, Gaulau, Höckricht, Kauern, Krausenau und Weigwitz umfasste. 1885 zählte der Ort 116 Einwohner.
1933 zählte Höckricht 219, 1939 wiederum 215  Einwohner. Bis 1945 befand sich der Ort im Landkreis Ohlau.
Als Folge des Zweiten Weltkriegs fiel Kauern wie fast ganz Schlesien 1945 an Polen, wurde in Jędrzychowice umbenannt und der Woiwodschaft Breslau angegliedert. Die deutsche Bevölkerung wurde, soweit sie nicht vorher geflohen war, weitgehend vertrieben. Die neu angesiedelten Bewohner waren zum Teil Heimatvertriebene aus Ostpolen. 1999 kam der Ort zum Powiat Strzeliński in der Woiwodschaft Niederschlesien.

## Sehenswürdigkeiten
Unter Denkmalschutz steht die gesamte Schlossanlage mit:
- Das Schloss Höckricht (poln. Pałac Jędrzychowice) wurde 1846 im Auftrag von Wilhelm Oswald von Reibnitz von Rudolph von Rosenberg-Lipinsky im Stil des Klassizismus errichtet. In den Jahren 1890–1902 lebte und arbeitete der Maler Graf Leopold von Kalckreuth  der Ehemann der Gräfin Berta Yorck von Wartenburg im Schloss in Jędrzychowice. Während der Zeit der Volksrepublik Polen wurde der Bau  verstaatlicht und als Landwirtschaftsbetrieb geführt. Derzeit ist das Schloss Privatbesitz. Der zweigeschossige Schlossbau steht seit 1966 unter Denkmalschutz.[7] Vor dem Schloss gibt es eine Auffahrt mit Springbrunnen.[8]
- Nebengebäude, aus der Wende 19./20. Jahrhundert
- Im Norden liegt ein Landschaftspark aus dem letzten Viertel des 19. Jahrhunderts[9]